# Birdwood (Australia)
Birdwood – miejscowość w stanie Australia Południowa położona 44 km na wschód od Adelaide.  Miejscowość została założona w 1848 przez niemieckich emigrantów i początkowo nosiła nazwę Blumberg.  W czasie I wojny światowej nazwa została zmieniona na Birdwood (w tym okresie wszystkie miejscowości Australii Południowej o niemiecko brzmiących nazwach otrzymały anglosaskie lub lokalne, aborygeńskie nazwy).  W Birdwood mieści się Narodowe Muzeum Motoryzacji (National Motor Museum).  Populacja 1127 osób (2006).